# Općina Zreče
Općina Zreče (slo.:Občina Zreče) je općina u sjevernoj Sloveniji u pokrajini Štajerskoj i statističkoj regiji Savinjskoj. Središte općine je naselje Zreče s 2.895 stanovnika.

## Zemljopis
Općina Zreče nalazi se u sjevernom djelu Slovenije. Središnji dio općine čini dolina rijeke Dravinje u njenom gornjem dijelu toka. Sjeverno od doline izdiže se južno Pohorje, a južno Konjiška gora.
Klima je u nižem dijelu općine umjereno kontinentalna, a u višem dijelu vlada njena oštrija, planinska varijanta. Najvažniji vodotok u općini je rijeka Dravinja, koja i izvire na području općine. Svi ostali vodotoci su mali i njeni su pritoci.

## Naselja u općini
Bezovje nad Zrečami, Boharina, Bukovlje, Dobrovlje, Čretvež, Črešnova, Gorenje pri Zrečah, Gornja vas, Gračič, Koroška vas na Pohorju, Križevec, Lipa, Loška Gora pri Zrečah, Mala Gora, Osredek pri Zrečah, Padeški Vrh, Planina na Pohorju, Polajna, Radana vas, Resnik, Rogla, Skomarje, Spodnje Stranice, Stranice, Zabork, Zlakova, Zreče

## Vanjske poveznice
- Službena stranica općine